# 上原好雄

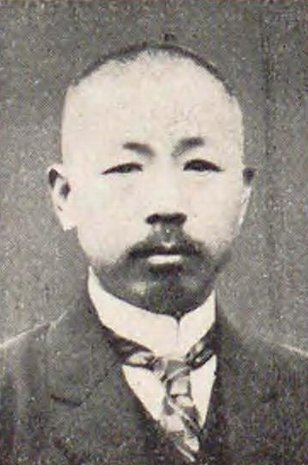
上原好雄

上原 好雄（うえはら よしお、1883年（明治16年）3月15日 – 1947年（昭和22年）5月26日）は、日本の衆議院議員（政友本党→立憲政友会）。ジャーナリスト。

## 経歴
東京府東京市出身。早稲田大学法律科に学んだ後、野戦鉄道提理部部員となった。その後、日本電報通信社社員、外交時報社社長、兵書出版社無限責任代表社員を務めた。
1924年（大正13年）、第15回衆議院議員総選挙に出馬し、当選を果たした。

## 著書
- 『日蘇戦ふ可き乎』（兵書出版社、1934年）